# De l'art et du cochon
De l'art et du cochon est une émission de télévision consacrée aux représentations de l'art culinaire dans les arts plastiques, diffusée sur Arte depuis 2014. Chaque numéro raconte les symboliques et profondeurs historiques d'une œuvre d'art en 25 minutes.

## Historique
De l'art et du cochon est une série documentaire artistico-culinaire diffusée sur Arte à partir de septembre 2014 (à l'exception d'un épisode diffusé le 23 décembre 2012 -La Cène- avant le début de la série). La série documentaire qui allie les concepts de l'art et de la cuisine est saluée dans la presse.

## Quelques émissions
- Le Thanksgiving de Norman Rockwell, avec Georges Blanc, Kilien Stengel, Laurie Norton Mofatt, Lauric Henneton, Judith Bluysen, Meg Bortin, Cyril Lhotelain et Christophe Vasseur - diffusé le dimanche 23 novembre 2014
- Le Déjeuner d'huîtres de Jean-François de Troy, avec Olivier Roellinger, Nicole Garnier, Stephan Alleaume, Frederic Panaiotis, et Serge Wolikow - diffusé le samedi 22 novembre 2014
- L'Hymne à la tomate de Bernard Buffet, avec Denis Fétisson, Pierre Bergé, lda Garnier veuve de Maurice Garnier, Céline Levy, Henry Périer, Elisabeth Latremolière, et Jean-Charles Orso - diffusé le samedi 15 novembre 2014
- Le hamburger de Andy Warhol, avec Daniel Humm, Mèriam Korichi, Josh Ozersky, Mark Welker, Stephen Bruce et Billy Name - diffusé le samedi 8 novembre 2014
- Les natures mortes de Chardin, avec Pierre Gagnaire, Pierre Rosenberg et Roel Lintermans  - diffusé le samedi 1er novembre 2014
- Le dîner de Louis XIV de Jean-Léon Gérôme, avec Guy Martin - diffusé le dimanche 19 octobre 2014
- Les noces paysannes de Pieter Bruegel, avec Jean-Baptiste Thomaes et Elisabeth Latrémolière - diffusé le samedi 18 octobre 2014
- Les grottes de Lascaux, avec Michel Bras, Gilles Delluc, Joël Attrazic, Thierry Hiniger, et Karen Hoffman-Schickel - diffusé le samedi 11 octobre 2014
- Le Banquet gaulois d'Astérix, avec Patrick Bertron, Anne Flouest, Arnaud Marquand, Denis Petit, Chris Wallace, Jean-Paul Romac, et Pascal Ory - diffusé le mercredi 8 octobre 2014
- Les Quatre Saisons de Arcimboldo, avec Anne-Sophie Pic, Vincent Delieuvin, Elisabeth Latrèmolière, Laurent Hartmann, Jean-Luc Raillon, et Cyril Vignon, - diffusé le mardi 7 octobre 2014
- Le Déjeuner sur l'herbe de Manet, avec Mathieu Pacaud, lsolde Pludermarcher, Julia Csergo, Hugues de Miscault, Patrick Rambourg et Sylvain Vandenameele - diffusé le lundi 29 septembre 2014
- La Cène de Léonard de Vinci, avec Gérald Passédat, réalisé en 2012 par Xavier Cucuel et  Mario Morelli Di Popolo[3]. Épisode pilote diffusé le 23 décembre 2012, avant le début de la série[4].